# Монтегю-сюр-Сав
Монтегю́-сюр-Сав (фр. Montaigut-sur-Save, окс. Montagut de Sava) — коммуна во Франции, находится в регионе Юг — Пиренеи. Департамент — Верхняя Гаронна. Входит в состав кантона Гренад. Округ коммуны — Тулуза.
Код INSEE коммуны — 31356.

## География
Коммуна расположена приблизительно в 580 км к югу от Парижа, в 20 км к северо-западу от Тулузы.
На северо-западе коммуны протекает река Сав.

## Климат
Климат умеренно-океанический. Зима мягкая и снежная, весна характеризуется сильными дождями и грозами, лето сухое и жаркое, осень солнечная. Преобладают сильные юго-восточные и северо-западные ветры.

## Население
Население коммуны на 2010 год составляло 1569 человек.
| 1962 | 1968 | 1975 | 1982 | 1990 | 1999 | 2010 |
| ---- | ---- | ---- | ---- | ---- | ---- | ---- |
| 306  | 419  | 589  | 724  | 972  | 1206 | 1569 |

## Администрация
| Период | Период | Фамилия        | Партия | Примечания |
| ------ | ------ | -------------- | ------ | ---------- |
| 1944   | 1971   | Арман Ласкумер |        |            |
| 1971   | 1989   | Жюльен Шано    |        |            |
| 1989   | 2001   | Жан Морели     |        |            |
| 2001   | 2020   | Пьер Санчес    |        |            |

## Экономика
В 2010 году среди 1069 человек трудоспособного возраста (15—64 лет) 816 были экономически активными, 253 — неактивными (показатель активности — 76,3 %, в 1999 году было 73,4 %). Из 816 активных жителей работали 771 человек (416 мужчин и 355 женщин), безработных было 45 (16 мужчин и 29 женщин). Среди 253 неактивных 95 человек были учениками или студентами, 86 — пенсионерами, 72 были неактивными по другим причинам.

## Достопримечательности
- Церковь Св. Петра
- Часовня Нотр-Дам-д’Але (XVII век). Исторический памятник с 1988 года[4]
- Лес Букон[фр.] (площадь — 373 га)

## Фотогалерея

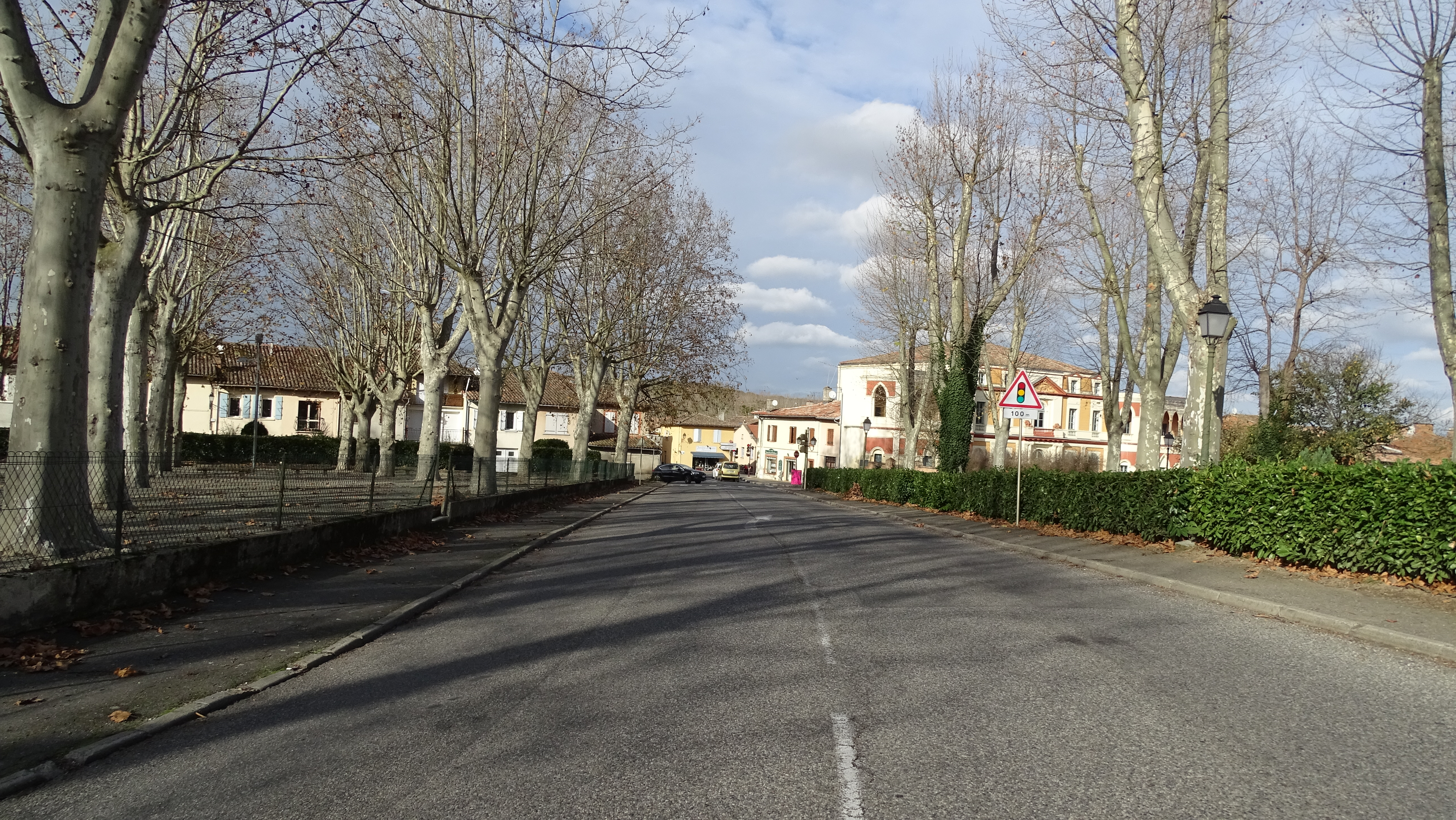
Монтегю-сюр-Сав
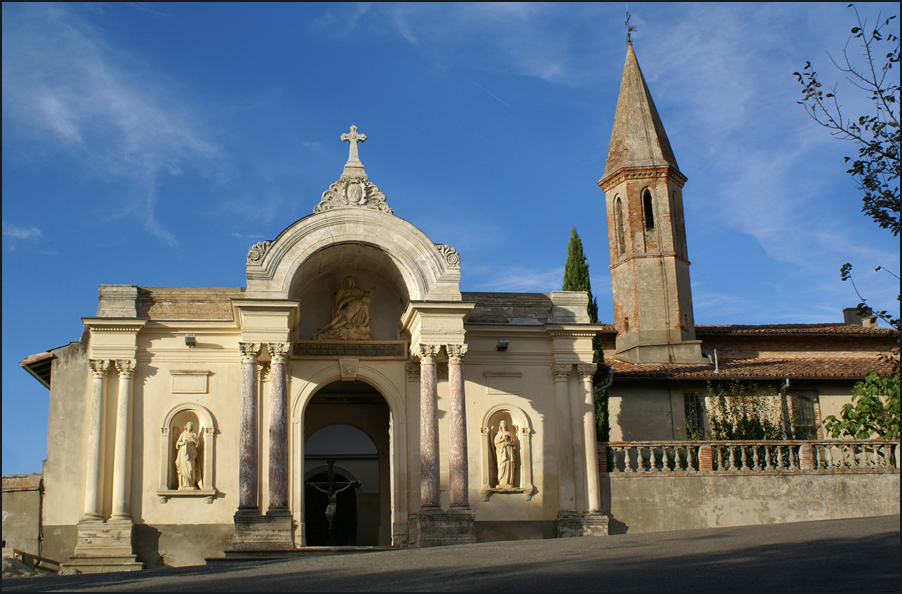
Часовня Нотр-Дам-д’Але
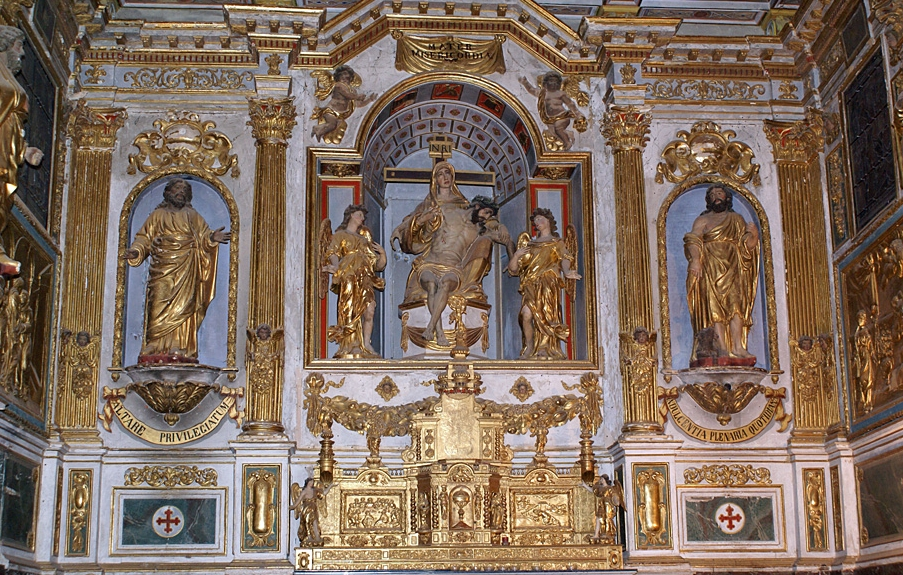
Ретабло в часовне Нотр-Дам-д’Але
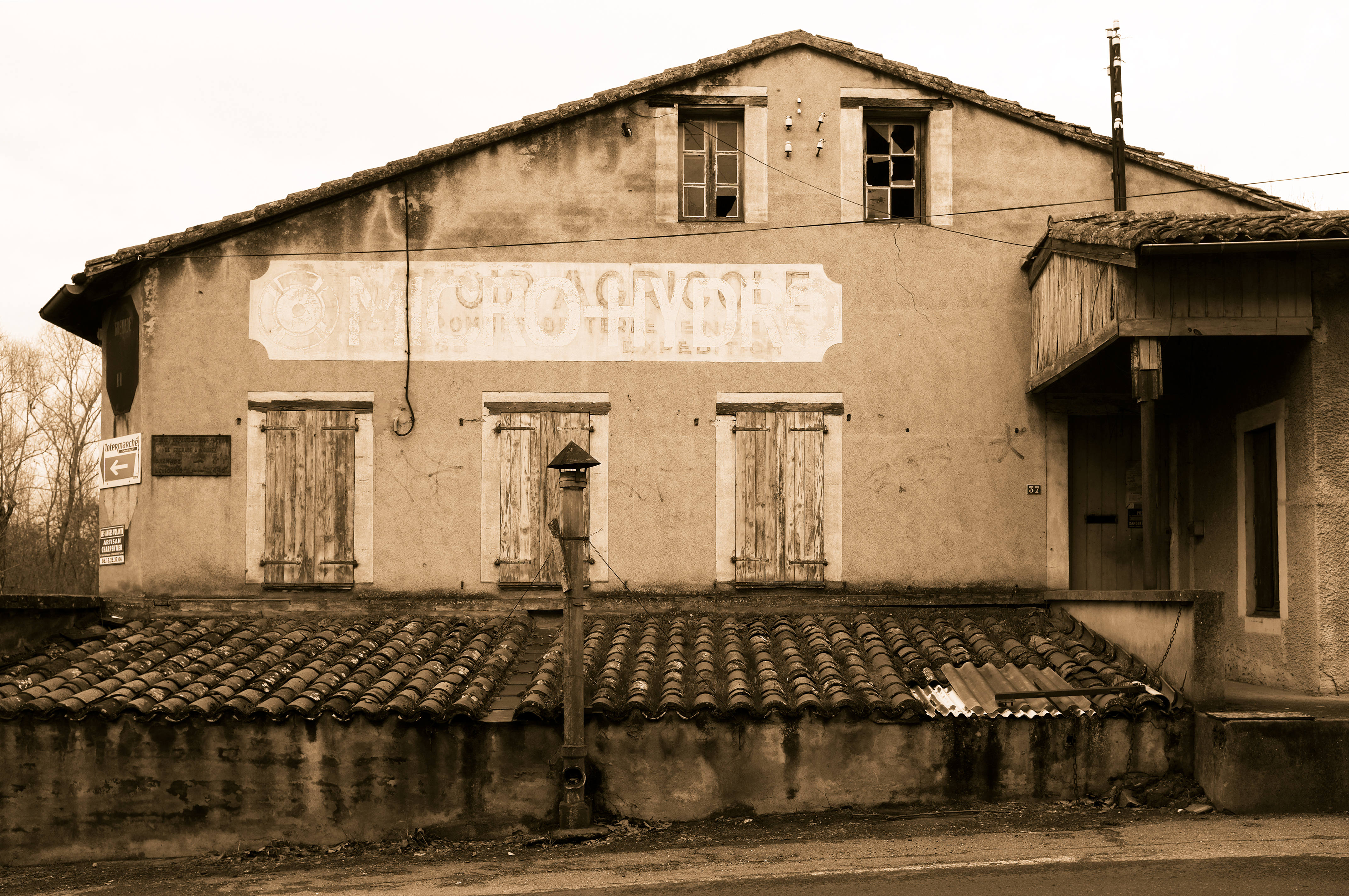
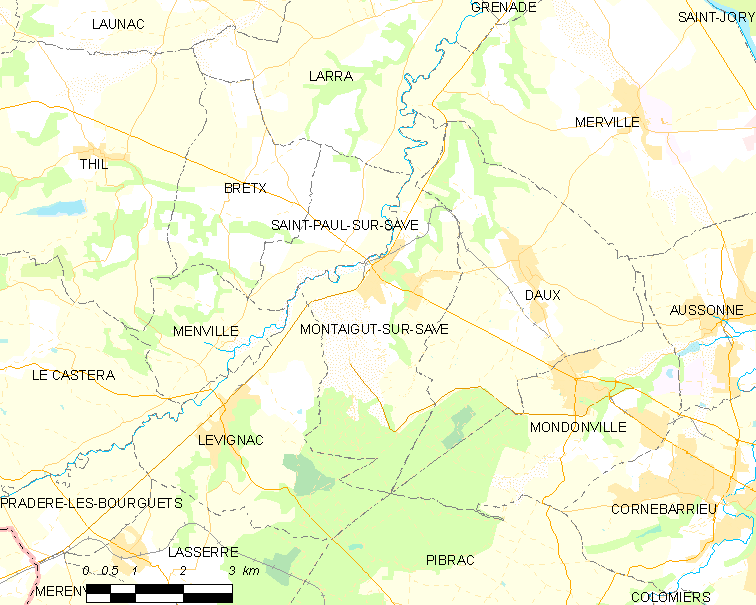
Карта коммуны